# 詹巴迪斯塔·瓦利
詹巴迪斯塔·瓦利（Giambattista Valli; 1966年6月27日—），是一名意大利时装设计师，他创立的同名时装品牌“Giambattista Valli”为法国高级定制和时尚联合会（FHCM）高級定制會員。

## 生平
詹巴迪斯塔·瓦利出生于意大利罗马，毕业后先后在罗贝托·卡普奇、芬迪和Krizia就职。1997年，他前往巴黎为伊曼纽尔·温加罗（Ungaro）担任副手，后在2001年被提升为温加罗成衣系列的创意总监。2004年，他离开温加罗，开始创立自己的独立时装屋“Maison Valli”。
2005年，他推出自己的同名成衣品牌“Giambattista Valli”。2011年，“Giambattista Valli”推出高级定制时装系列；同年7月，成为法国高级定制和时尚联合会（FHCM）特邀會員；同年底升级为高級定制會員。
2014年，他推出副线成衣品牌“Giamba”。2017年，開雲集團控股股东阿耳忒弥斯集团宣布已持有时装屋“Maison Valli”少量股权。
2018年，其品牌“Giambattista Valli”在北京银泰中心开设中国首家旗舰店，正式进入中国市场。